# Люксембурзька криза

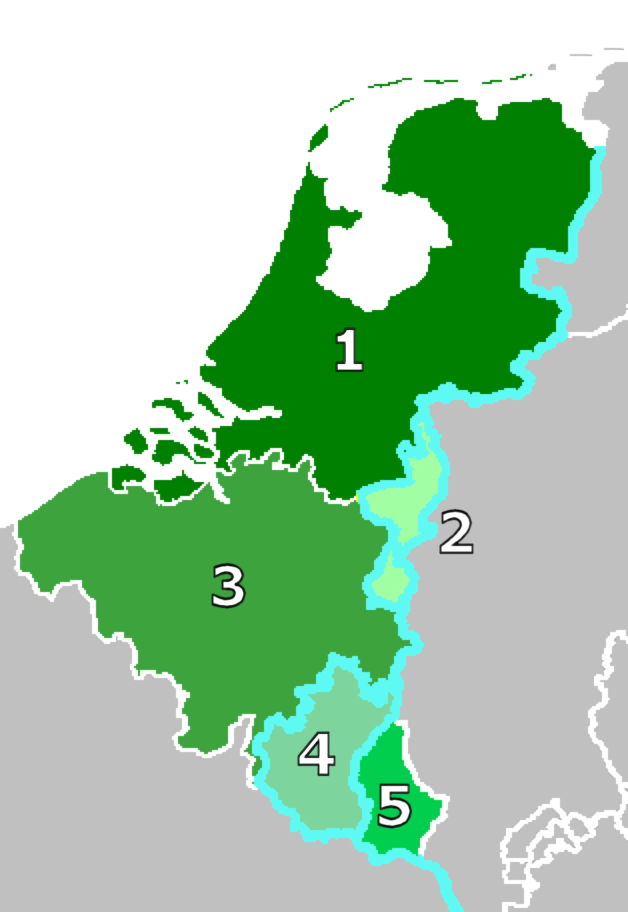
Королівство Нідерланди з Люксембургом (5), 1839 рік.

Люксембурзька криза (нім. Luxemburgkrise, нід. Luxemburgse kwestie) — конфлікт між Францією і Пруссією в 1866—1867 роках, викликаний питанням про статус Люксембурзького герцогства.
На правах особистого спадку воно належало королю Нідерландів Віллему III з Оранської династії. Одночасно з цим до червня 1866 року Люксембург нарівні з Лімбургом входив в Німецький союз (аж до початку австро-прусської війни 17 червня 1866 року) і значився федеральною фортецею з прусським гарнізоном.

## Передісторія
Місто Люксембург мало найбільш вражаючі укріплення в Європі, план яких був розроблений інженером Вобаном; через ці фортифікаційні споруди його називали «Ґібралтаром Півночі». У 1815 році Віденський конгрес ухвалив рішення, що Велике герцогство Люксембург перебуватиме в особистій унії з Нідерландами. Зробивши поступку Пруссії, Конгрес також постановив, що Люксембург увійде до складу Німецького союзу, де буде розміщено кілька тисяч прусських солдатів. Бельгійська революція розділила Люксембург на бельгійську та голландську частини, причому виникла загроза голландському пануванню навіть в частині, яка залишилася у Нідерландів. Для того, щоб урівноважити бельгійський та французький вплив, Віллем I ухвалив рішення про входження Люксембургу до Німецького митного союзу.

## Хід подій (10.08.1866— 01.1867)
10 серпня 1866 року в Париж прибув посол Франції в Пруссії В. Бенедетті для викладу Наполеону III пропозицій Бісмарка. Наполеон з радістю схвалив їх і доручив Бенедетті передати канцлеру два договори: у першому, Пруссія дозволяє Франції придбати в близькому майбутньому Люксембург; у другому (більш віддаленому за термінами) передбачалося укладення між двома державами союзу. Його умови полягали в тому, що Франція заволодіє Бельгією, а Пруссія поширить свій протекторат до ріки Майн.
Для Пруссії умови пропонованого договору обіцяли багато, однак позиція Бісмарка лежала в іншій площині. По-перше, як він говорив пізніше, «Пруссія ніколи не повинна бути зобов'язана Франції за своє майбутнє становище в Німеччині». Національне об'єднання Німеччини мало відбуватися в очах німців та іноземних держав лише силами самих німців, і Бісмарк не шкодував сил, щоб підтримати цей важливий національний міф.
По-друге, Бісмарк був чудово поінформований і про позицію Англії, яка ні за що не допустила б окупацію Бельгії іншою державою; і про позицію Росії, панівні кола якої більше симпатизували Пруссії, ніж Австрії. Дійсна реалізація умов цього договору призвела б Пруссію до небажаного ускладнення відносин з обома державами.

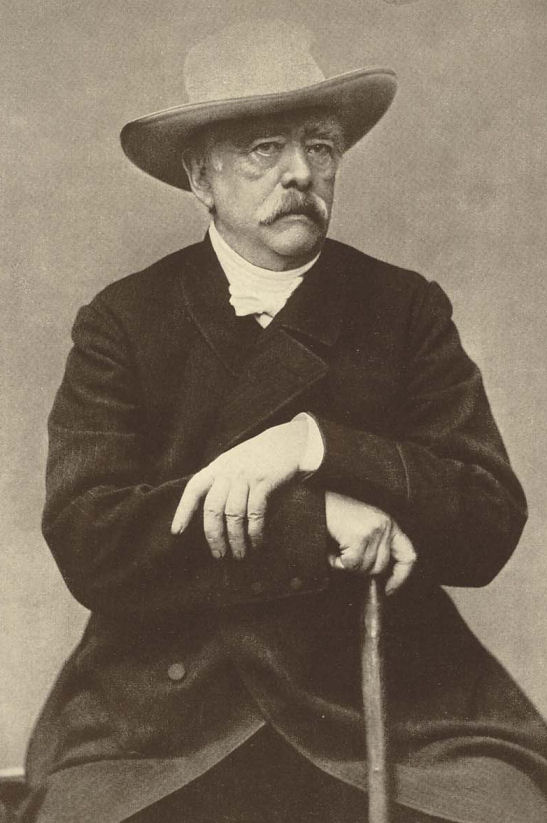
Отто фон Бісмарк

Люксембург (поки разом з Бельгією) був лише приманкою для того, щоб втягнути Францію у скандальну брудну угоду, посварити її з Англією і заручитися сприятливою позицією останньої на випадок війни. У разі розголосу така гра могла б серйозно зіпсувати англо-прусські стосунки, — дізнавшись про спроби Берліна «поступитися» Бельгією, Лондон міг відкрито і безкарно встати на сторону Австрії і дрібних німецьких князівств. «Але в кожному дипломатичному маневрі в заманюванні партнера криється небезпека потрапити самому в незручне становище. Завдання в тому, щоб не залишати ніяких видимих слідів своєї ініціативи».
Тому Бісмарк ніде письмово не фіксував своїх пропозицій, а отримавши відповідь Наполеона, лише висловив бажання зробити договір секретним і внести дрібні зміни. Так канцлер домігся того, що «комбінація виявилася письмово зафіксованої саме французької рукою». Поки французи регулювали кожну букву в оборонно-наступальному союзі з Пруссією, Бісмарк без перешкод уклав з Австрією Празький мир (23 серпня 1866 р.), контрольований Австрією Німецький союз був розпущений, а замість нього утворився Північнонімецький союз, в якому провідну роль відігравала Пруссія.
Після підписання цього договору Бісмарк «різко» змінив свою позицію в переговорах щодо союзу з Францією. Він апелював до того, що отримати згоду прусського короля Вільгельма I буде дуже складно. Точно відчуваючи проблеми Другої імперії і важливість для неї союзного договору з Пруссією, Бісмарк заявив, що не може його укласти, поки Париж не виступить з публічним схваленням Пруссії і заявою про задоволення своїх інтересів. Це означало б визнання всіх пунктів Празького договору. Наполеон III погодився на це і спробував продовжити переговори про союз, але Бісмарк,що майстерно володів мистецтвом їх затягування, ухилявся від них.
Наприкінці 1866 Наполеон відмовився від планів на Бельгію, розраховуючи найближчим часом анексувати Люксембург. Для цього йому було необхідне схвалення Пруссії. Дипломатичні загравання французької сторони, що почалися в кінці січня 1867 Бісмарк несподівано прийняв прихильно.

## Мета Пруссії
В силу угод, укладених між 18 серпня і 21 жовтня 1866 р Пруссія утворила разом з 21 державою тимчасове об'єднання, яке автоматично припиняло своє існування 18 серпня 1867 року в разі, якщо до цього часу не буде створено Північнонімецький союз. В інтересах Бісмарка було якомога швидше підписати вироблену їм конституцію. Вона фактично забезпечувала прусському королю спадкову та практично абсолютну владу над союзом. Не маючи можливості якось натиснути на всіх учасників, Бісмарк вирішив використовувати Люксембурзьке питання для формування в суспільстві страху перед можливим вторгненням Франції.
24 лютого 1867 зібрався установчий рейхстаг для розгляду конституції. Щоб зробити його більш поступливим, Бісмарк вирішив викликати серед його учасників відчуття небезпеки, що насувається, і жорстокість проти Франції. Тому він знову підтвердив, що вважає пропозицію В. Бенедетті по Люксембургу цілком законним.

Північнонімецький Союз (червоним) і південнонімецькі землі (помаранчевим)

По суті ж Бісмарк хотів, щоб Наполеон III скомпрометував себе демаршами і переговорами, які Німеччина визнає згодом небезпечними для себе і такими, що заслуговують осуду, тим більше, що вони носили секретний характер. Це не тільки мало стати основою для згуртування німецької нації проти спільного ворога, але і спровокувати Францію почати збройний конфлікт.

## Хід подій (03.— 04.1867)
У першій половині березня 1867 р. преса Пруссії, обізнана з таємничих джерел про всі наміри Наполеона III, почала налаштовувати громадську думку проти французького імператора. Наполеону III слід було діяти швидше. Негайне укладення договору з Віллемом III поставило б Пруссію і Бісмарка в глухий кут. Однак Наполеон знову втрачав час в суперечках про ціну угоди.
14 березня 1867 року на засіданні Законодавчого корпусу Л.-А. Т'єр розкритикував політику Франції, яка призвела до того, що Пруссія стала на чолі Північної Німеччини, і зажадав від уряду заяви, що вона не дозволить берлінському кабінету домагатися нових вигод і підпорядкування своїй політиці південнонімецьких держав.
Реакція Бісмарка була оприлюднена 19 — 20 березня: були опубліковані таємні договори Пруссії з Баварією і Баденом про військовий союз, укладені ще в серпні 1866 р. Французька громадськість була в шоці від усвідомлення факту — Бісмарк водив Париж за ніс привабливими туманними обіцянками, від яких легко і невимушено відмовився, і витягнув при цьому всі можливі дипломатичні успіхи, одночасно майстерно створивши найзручнішу громадську думку, отримавши можливість безперешкодно здійснювати бажані дії. Франція не отримала нічого, крім репутації країни, яка прагне до експансії, а німецька громадськість обурювалася з приводу французької військової загрози.
Віллем III вирішив, що Франція і Пруссія ось-ось посваряться, і тут же припинив переговори. Незважаючи на переконання французького боку зберігати їх в таємниці, він відправив офіційний запит прусського короля, щоб дізнатися його думку про угоду з продажу Люксембургу. Той відповів в неясних висловах, і Бісмарк знову став квапити Наполеона. Французький імператор пообіцяв Виллему III необхідні їм 10 млн франків. Натомість нідерландському королю пропонувалося укласти оборонний союз, який гарантує за Нідерландами Лімбург в разі продажу Франції Люксембургу. Договір був складений, і 31 березня французький уряд розповсюдив по Європі звістку про своє нібито досягнення великого дипломатичного успіху.
1 квітня Бісмарк і голова національно-ліберальної партії Р. Беннігсен влаштували в рейхстазі невеличку виставу. Беннігсен запитав від імені Німеччини, наскільки справедливі чутки про передачу Люксембургу Франції, і нагадавши слова прусського короля, що «без його згоди ні одне село не буде відібрано від Німеччини», зажадав втручання. Канцлер у вкрай люб'язних для Франції виразах заявив, що для вирішення спірного питання прусський уряд буде зважати на держави, які підписали старі трактати, з членами Північнонімецького союзу і громадською думкою, представленою рейхстагом. Ці слова викликали в Гаазі нову розгубленість.
3 квітня представник Пруссії граф Перпонхер повідомив Віллема III про абсолютне вето свого уряду щодо продажу Люксембургу.
5 квітня берлінський кабінет також повідомив про рішучу відмову від своєї зацікавленості в Лімбурзі. Це автоматично знімало одну з головних причин продажу Люксембургу.
Одночасно з цими подіями Наполеон звернувся до Австрії з пропозицією союзу проти Пруссії в обмін на Сілезію або південнонімецькі держави, але отримав відмову. У свою чергу, міністр закордонних справ Австрії граф фон Бейст запропонував передати Люксембург до нейтральної Бельгії, за що Франція отримала б частину бельгійської території. Бельгійський король Леопольд II виступив проти, що зробило австрійську пропозицію нереальною.

## Лондонська угода
Завдяки прагненню мирного врегулювання стало можливим скликання міжнародної конференції. Вона відкрилася в Лондоні й працювала 4 дні (7—11 травня 1867 р.). До неї увійшли Австрія, Бельгія, Франція, Велика Британія, Італія, Люксембург, Нідерланди, Пруссія і Росія. Франція, щоб хоч якось зберегти престиж після чергового фіаско, зажадала виведення з території Люксембургу німецьких військ. Після обговорення було укладено Лондонську угоду. Вона проголошувала нейтралізацію Люксембургу, збереження його членства в Німецькому митному союзі, колективну гарантію нейтралітету герцогства усіма учасниками конференції, зриття фортеці (вимога Пруссії у відповідь), евакуацію пруськими військами гарнізону Люксембургу слідом за ратифікацією договору.

## Підсумки Люксембурзької кризи
Для прусської політики Люксембурзька криза сприяла прискоренню затвердження конституції Північнонімецького союзу і зміцненню військових зв'язків між Пруссією і південнонімецькими державами. Вона продемонструвала, що війна 1866 р. не усунула до кінця Австрію як фактор німецької політики. Австрійський вплив в південнонімецьких державах все ще накладав відбиток на їх політику і досить вагомо відгукувався на прусських планах. Це потрібно було подолати найближчим часом.
Для Франції, з зовнішньополітичної точки зору, криза сприяла підриву міжнародного престижу і в значній мірі її ізоляції. Люксембурзька криза продемонструвала низький ступінь її готовності до війни. Укупі з економічною кризою вона також викликала ще більший осуд громадської думки щодо політики Наполеона III і лягла в основу майбутнього вибуху.
Таким чином, Люксембурзьке питання, що стало в руках Бісмарка знаряддям по залученню Франції в міжнародну ізоляцію, ліг в основу причин збройного зіткнення, яке вибухнуло між Францією і Пруссією в 1870 р.